# سامانه جهانی اضطرار و ایمنی دریایی
سامانه جهانی اضطرار و ایمنی دریایی (انگلیسی: Global Maritime Distress and Safety System) یا به اختصار سجاواد (GMDSS) سامانه جهانی ارتباطات رادیویی زمینی و ماهواره‌ای برای اعلام خطر و وضعیت اضطراری و پشتیبانی عملیات تجسس و نجات است.
در چارچوب این سامانه، کشورها بر مجموعه‌ای از روال‌های امنیتی، گونه‌های ابزار و تجهیزات، و پروتکل‌های ارتباطاتی توافق کرده‌اند تا از این طریق امنیت دریایی را افزایش داده و عملیات نجات کشتی‌ها، قایق‌ها و هواگردها را تسهیل نمایند.

## پیشینه
این تصمیم که در سال ۱۹۷۹ اتخاذ گردید. پس از انجام مطالعات تکمیلی فنی توسط اتحادیه بین‌المللی ارتباطات راه دور ITU و تهیه مشخصات فنی و عملیاتی مرتبط با آن از اوایل سال ۱۹۹۹ میلادی برای شناورهای تجاری بالای ۳۰۰ تن و همچنین شناورهای فعال در عرصه دریانوردی بین‌المللی اجباری گردیده و امروزه یکی از ابزارهای اصلی و مهم برای تضمین سلامت دریانوردی کشتی‌ها و واحدهای شناور محسوب می‌گردد.
سامانه جهانی اضطرار و ایمنی دریایی که عمدتاً برای خودکار نمودن مبادله علائم اضطراری و ایمنی کشتی‌ها طراحی شده دارای کیفیت بهتر، سرعت عمل بیشتر و روش بهره‌برداری ساده‌تری بوده و از انعطاف‌پذیری قابل توجهی نیز برخوردار است. از جمله خدمات ارتباطی این سیستم می‌توان به موارد زیر اشاره کرد:
توانایی ارسال علائم اضطراری با حداقل دو دستگاه فرستنده با فرکانس مجزا
توانایی دریافت علائم اضطراری ساحل به دریا
توانایی معادله پیام‌های اضطراری مابین شناورها
توانایی مبادله پیام‌های مربوط به تجسس و نجات
توانایی مبادله پیام همزمان با وقوع حادثه
توانایی مبادله پیام‌های مربوط به تعیین موقعیت
توانایی دریافت اطلاعات ایمنی دریانوردی
توانایی مبادله پیام‌های عمومی و کنترل ترافیک دریایی
توانایی مبادله پیام میان اتاق‌های ناوبری شناورها

## نواحی عملیاتی
با توجه به این که ارائه خدمات مربوط به سامانه جهانی اضطرار و ایمنی دریایی نیاز به بهره‌گیری از تجهیزات رادیویی متناسب با فاصله بین فرستنده و گیرنده و همچنین موقعیت آنها دارد. مناطق عملیاتی مربوط به خدمات سجاواد (GMDSS) به 4 منطقه موسوم به A1 ، A2، A3 و A4 تقسیم گردیده است. حدود هریک از مناطق در ادامه بیان می‌شوند:
- منطقه A1 : محدود به منطقه تحت پوشش سرویس سیستم رادیو سیار دریایی FM در باند VHF می‌باشد که شعاع حدود ۲۰ تا ۳۰ مایل دریایی از ایستگاه ساحلی را شامل است.
- منطقه A2 : محدوده‌ی بعد از منطقه A1 که تحت پوشش سرویس‌های رادیو ساحلی باند MF بوده که شعاع حدود ۱۰۰ تا ۱۵۰ مایل دریایی از ایستگاه ساحلی را شامل است.
- منطقه A3 : محدوده‌ی بعد از منطقه A2 که تحت پوشش شبکه جهانی اینمارست و همچنین سرویسهای رادیوساحلی باند HF می‌باشد. این پوشش عرض‌های جغرافیایی ۷۰ درجه شمالی تا ۷۰ درجه جنوبی را شامل است.
- منطقه A4 : محدوده‌های خارج منطقه A3 ، یعنی مناطق قطبی شمال و جنوب.

در سامانه جهانی اضطرار و ایمنی دریایی تعداد دستگاه‌ها و انواع آن حائز اهمیت بوده و صرفاً متأثر از ابعاد کشتی نبوده بلکه بستگی به بعد مسافت و مسیر و موقعیت شناور دارد. مجموعه تجهیزات سجاواد عمدتاً برای واحدهای شناور مورد نظر می‌باشد زیرا در ایستگاههای ساحلی سرویس‌های متفاوت را می‌توان از ایستگاهه‌ای مجزا ارائه نمود در حالیکه در مورد واحدهای شناور همه سرویسهای لازم می‌بایستی توسط ایستگاه کشتی قابل ارائه باشد.

## تجهیزات اصلی
مهمترین اجزای مخابراتی و رادیویی سجاواد یک کشتی یا واحد شناور عبارتند از:
- سامانه رادیو تلفنی VHF با امکان فراخوانی دیجیتال گزینشی (DSC)
- تجهیزات رادیویی باند MF و HF
- گیرنده ناوتکس
- دستگاه‌های واکی‌تاکی
- ترمینال اینمارست
- گیرنده GPS
- ترانسپوندر تجسس و نجات (SART)
- فرستنده تعیین موقعین اضطراری (EPIRB)
- تجهیزات AIS و LIRT

## الگوی تجهیزات ایستگاه کشتی
در حالت عمومی و شرایط متعارف برای یک کشتی بزرگ که در آبهای بین‌المللی تردد می‌نماید سجاواد متشکل از اجزاء زیر خواهد بود :
دو دستگاه VHF/FM با امکانات DSC جهت کار روی کانال‌های مربوطه
یک دستگاه گیرنده ناوتکس و یدکی مربوطه
دو دستگاه رادیو MF با امکانات DSC
دو دستگاه رادیو MF/HF در باند 1.6 تا 27.5 مگاهرتز
یک دستگاه گیرنده نگهبان MF/HF با امکانات DSC
دو دستگاه EPIRB ماهواره قطبی با فرکانس 406 مگاهرتز
دو دستگاه ترانسپوندر تجسس و نجات SART
سه دستگاه واکی‌تاکی
دو دستگاه پایانه اینمارست نوع Cپایانه اینمارست نوع B (اختیاری)
یک دستگاه EPIRB ماهواره‌ای اینمارست (مدار ساکن استوایی)
تجهیزات رادیویی دو طرفه به منظور ارتباطات در صحنه برای اهداف جستجو و نجات در فرکانس‌های هوانوردی ۱۲۱.۵ و ۱۲۳.۱ مگاهرتز (برای کشتی‌های مسافربری)
برای سایر واحدهای شناور نیز بر حسب نوع مأموریت و موقعیت تردد آنها می‌توان به تناسب تعداد تجهیزات را کاهش داد. در این خصوص باید مفاد فصل ۴ مقررات سولاس و به ویژه مواد ۷ تا ۱۲ آن را در نظر گرفت. با توجه به اهمیت و کارآیی سجاواد امروزه علاوه بر واحدهای دریایی مذکور در مقررات سولاس که الزاماً مجهز به اینگونه تجهیزات هستند برای شناورهای کوچک نیز استفاده از نوع ساده این تجهیزات، قابل توصیه بوده و مورد حمایت بخش ایمنی سازمان IMO می‌باشد.